# Estevão Lobo Leite Pereira
Estevão Lobo Leite Pereira (Campanha, 3 de agosto de 1869 – Rio de Janeiro, 13 de setembro de 1908) foi um político brasileiro que atuou como deputado federal por Minas Gerais, filiado ao Partido Republicano Mineiro.

## Biografia
Nascido em 3 de agosto de 1869, na cidade mineira de Campanha, Estevão Lobo Leite Pereira era filho de Américo Lobo Leite Pereira, ministro do Supremo Tribunal Federal, Governador e Senador por Minas Gerais e Paraná. Seus tios eram Francisco Lobo Leite Pereira, comandante da Escola Central no Rio de Janeiro e Fernando Lobo Leite  Pereira, ministro de estado e parlamentar.
Se formou em direito na Faculdade de Direito da Universidade de São Paulo, ao lado de Delfim Moreira, Venceslau Brás e Antônio Carlos Ribeiro de Andrada. 
Em seguida, foi deputado federal por Minas Gerais, eleito em 1900. Se reelegeu em 1905 e neste ano, assumiu a relatoria da Comissão Julgadora do Congresso Nacional do Brasil, para lidar com a disputa eleitoral do resultado das eleições em Goiás, dividida entre José Joaquim de Sousa e Miguel da Rocha Lima, Sousa era ligado ao oligarca José Leopoldo Bulhões Jardim e Lima era próximo de José Xavier de Almeida. A vitória foi dada por Pereira ao candidato xavierista, Miguel da Rocha Lima.

## Morte
Faleceu em 13 de setembro de 1908, na capital brasileira do Rio de Janeiro.